# Clauzetto
Clauzetto (Clausêt in friulano standard, Clausiet nella variante locale) è un comune italiano di 377 abitanti del Friuli-Venezia Giulia. 
È definito il balcone del Friuli per la sua posizione geografica. 
Il comune funge da sede della Comunità di Montagna delle Prealpi Friulane Orientali.

## Origini del nome
Menzionato per la prima volta nel 1298 come «Clauçedo», il nome del comune deriva dal latino clausus "chiuso", ad indicare un "campo o un luogo chiuso".

## Storia
Nel 1976 il comune fu devastato dal terremoto del Friuli, che provocò enormi crolli e danni.

### Simboli
Lo stemma e il gonfalone sono stati concessi con D.P.R. del 14 gennaio 1954.
Il gonfalone è un drappo di azzurro.

## Monumenti e luoghi d'interesse

### Architetture religiose
- Chiesa di San Giacomo Apostolo, accessibile da una scalinata di 88 gradini: vi è conservata una reliquia settecentesca, proveniente dalla Serenissima Repubblica di Venezia, e attribuita al "Preziosissimo Sangue di Nostro Signore Gesù Cristo". Sino alla metà del XX secolo la chiesa e la reliquia erano meta costante di pellegrini da tutt'Italia e anche dal Nord Europa. La devozione è andata via via scemando. All'interno del luogo sacro è presente un battistero ligneo di Giovanni da Gemona.

### Luoghi naturali
- Fontana di Nujaruc, nell'abitato di Clauzetto
- Grotte verdi di Pradis, nell'abitato di Gerchia, grotte scavate da un torrente
- Orrido e cascata del Rio Molat
- Forre di erosione del Cosa e del Paveon
- Fenomeno carsico nell'altopiano di Gerchia

### Siti archeologici
- Grotta del Rio Secco
- Grotta del Clusantin

### Altro

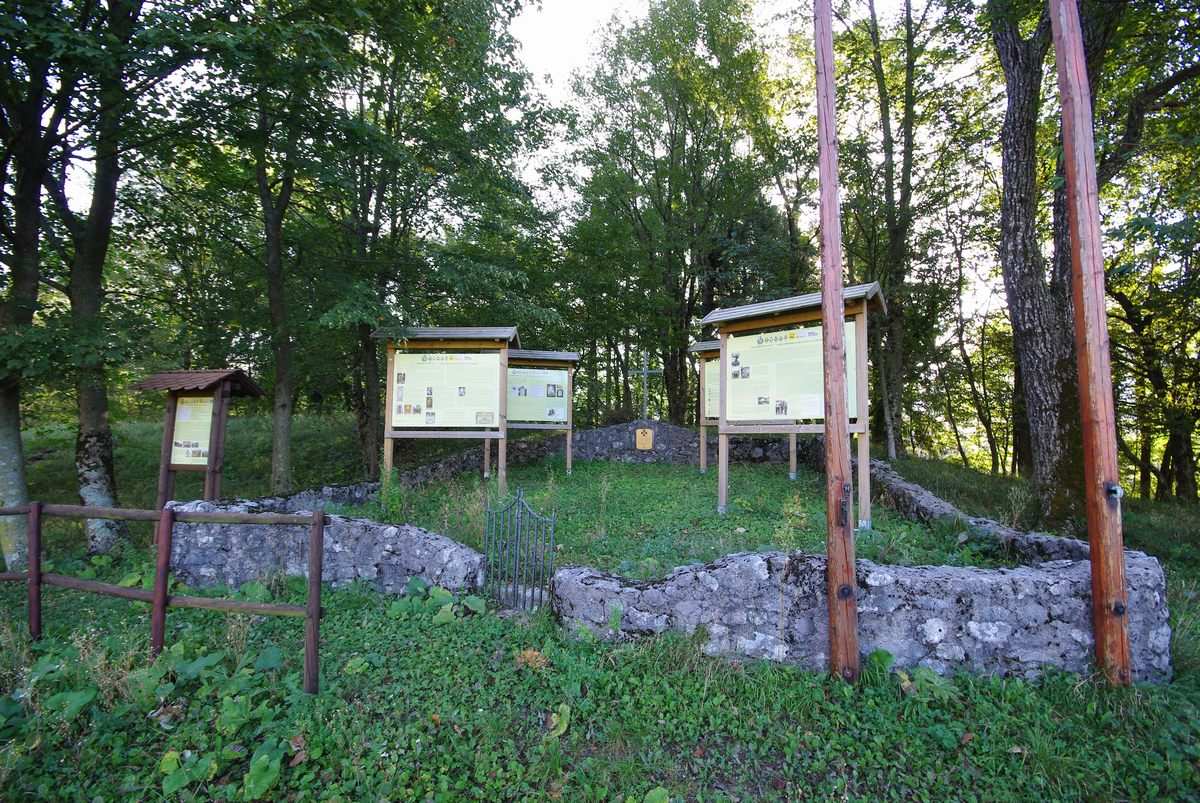
Cimitera di guerra tedesco di Forno

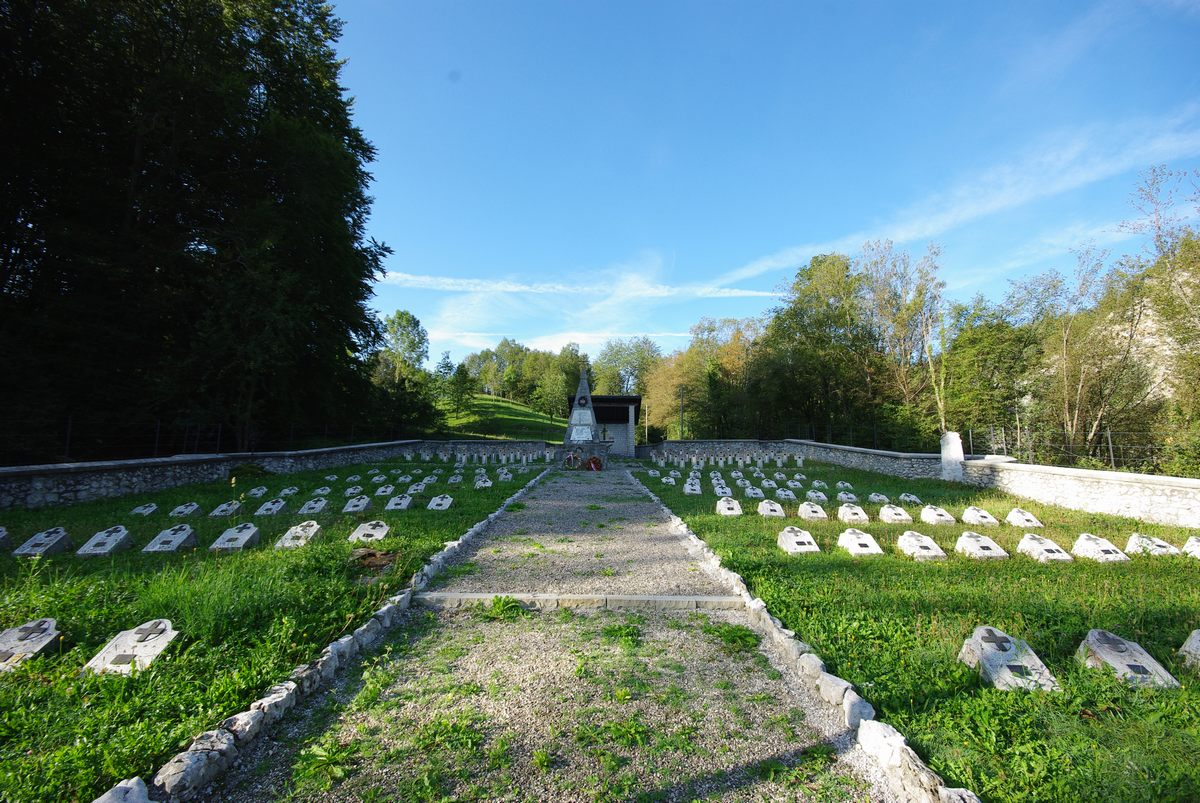
Cimitera di guerra di Pradis

- Il piccolo cimitero di guerra italo-tedesco, noto anche come cimitero militare di Val da Ros[10].

## Società

### Evoluzione demografica
Abitanti censiti

### Lingue e dialetti
A Clauzetto, accanto alla lingua italiana, la popolazione utilizza la lingua friulana. Ai sensi della Deliberazione n. 2680 del 3 agosto 2001 della Giunta della Regione Autonoma Friuli-Venezia Giulia, il Comune è inserito nell'ambito territoriale di tutela della lingua friulana ai fini della applicazione della legge 482/99, della legge regionale 15/96 e della legge regionale 29/2007.
La lingua friulana che si parla a Clauzetto rientra fra le varianti appartenenti al friulano occidentale.

## Cultura

### Eventi
- Fieste da la Balote in agosto, sagra in cui è possibile degustare il piatto tipico a base di polenta e formaggio salato - Montasio, arricchita con erbe e funghi

## Geografia antropica

### Frazioni e borgate
Frazioni
Clauzetto (capoluogo), Celante, Pradis di Sopra, Pradis di Sotto
Borgate
Basei, Battei, Blanchs, Bullian, Centens, Chiavade, Coccius, Corgnal, Crepes, Cruesc, Denel, Dominisia, Dote, Durines, Fornez, Francescuz, Fraspedane, Fratta, Fumatins, Gerchia, Grillos, Gueres, Locandins, Mezzol, Mineres, Mions, Molat, Mulinars, Murs, Noraz, Omenars, Orton, Pala Major, Paludon, Pedoi, Pernins, Pezzettes, Piani, Planelles, Pradat, Queste, Queste Fusian, Rasces, Raunie, Ribons, Rope, Rosc, Sompforchial, Sompvilla, Sot Cel, Stifinins, Tascans, Tonis-Aulis, Trentin, Trielieres, Triviat, Tunulins, Uminuz, Vaganins, Val, Villa, Zattes, Zincos, Zocchìus, Zuanes, Zuaniers

## Amministrazione
| Periodo | Periodo   | Primo cittadino    | Partito                        | Carica  | Note |
| ------- | --------- | ------------------ | ------------------------------ | ------- | ---- |
| 1993    | 2002      | Marcello Cedolin   | PDS                            | Sindaco |      |
| 2002    | 2012      | Giuliano Cescutti  | Centrosinistra (Liste Civiche) | Sindaco |      |
| 2012    | 2022      | Flavio Del Missier | Lista Civica "Clauzetto"       | Sindaco |      |
| 2022    | in carica | Giuliano Cescutti  | Lista civica "Clauzetto Vivrà" | Sindaco |      |